# أدمو
قرية أدمو هي إحدى القرى التابعة لمركز المنيا بمحافظة المنيا في جمهورية مصر العربية. حسب إحصاءات سنة 2006، بلغ إجمالي السكان في أدمو 15960 نسمة، منهم 8365 رجلا و7595 امرأة.